# Vilar das Almas
Vilar das Almas ist ein Ort und eine ehemalige Gemeinde (Freguesia) im nordportugiesischen Kreis Ponte de Lima der Unterregion Minho-Lima. Die Gemeinde hatte 374 Einwohner (Stand 30. Juni 2011).
Am 29. September 2013 wurden die Gemeinden Vilar das Almas, Gaifar und Sandiães zur neuen Gemeinde Associação de Freguesias do Vale do Neiva zusammengeschlossen.